# HD 238108
HD 238108 ist ein Stern im Sternbild Grosser Bär in einer Entfernung von etwa 470 Lichtjahren. Der Stern bildet zusammen mit HD 238107 einen optischen Doppelstern (Winnecke 4), den Charles Messier im Jahre 1764 irrtümlich für einen Nebel hielt.